# Chiquito do Carmo
Chiquito Filipe do Carmo (Dili, 25 oktober 1986), voetbalnaam Quito, is een Oost-Timorees voetballer die bij voorkeur als spits speelt. In 2010 debuteerde hij in het Oost-Timorees voetbalelftal.

## Interlandcarrière
Op 22 oktober 2010 maakte Quito zijn debuut in het Oost-Timorees voetbalelftal. In de kwalificatiewedstrijd voor het Zuidoost-Aziatisch kampioenschap voetbal 2010 tegen de Filipijnen startte hij in de basis en werd hij acht minuten voor tijd gewisseld voor Cipriano Branco.
| Interlands van Quito voor Oost-Timor | Interlands van Quito voor Oost-Timor | Interlands van Quito voor Oost-Timor | Interlands van Quito voor Oost-Timor | Interlands van Quito voor Oost-Timor | Interlands van Quito voor Oost-Timor |
| №                                    | Datum                                | Wedstrijd                            | Uitslag                              | Competitie                           | Goals                                |
| Als speler van Dili Leste            | Als speler van Dili Leste            | Als speler van Dili Leste            | Als speler van Dili Leste            | Als speler van Dili Leste            | Als speler van Dili Leste            |
| ------------------------------------ | ------------------------------------ | ------------------------------------ | ------------------------------------ | ------------------------------------ | ------------------------------------ |
| 1                                    | 22 oktober 2010                      | Oost-Timor – Filipijnen              | 0 – 5                                | ASEAN Cup 2010 (kwalificatie)        | 0                                    |
| 2                                    | 24 oktober 2010                      | Cambodja – Oost-Timor                | 4 – 2                                | ASEAN Cup 2010 (kwalificatie)        | 1                                    |
| 3                                    | 26 oktober 2010                      | Laos – Oost-Timor                    | 6 – 1                                | ASEAN Cup 2010 (kwalificatie)        | 1                                    |
| 4                                    | 21 november 2010                     | Indonesië – Oost-Timor               | 6 – 0                                | Vriendschappelijk                    | 0                                    |
| 5                                    | 29 juni 2011                         | Nepal – Oost-Timor                   | 2 – 1                                | WK 2014 (kwalificatie)               | 0                                    |
| 6                                    | 2 juli 2011                          | Oost-Timor – Nepal                   | 0 – 5                                | WK 2014 (kwalificatie)               | 0                                    |
| 7                                    | 13 oktober 2012                      | Brunei – Oost-Timor                  | 2 – 1                                | ASEAN Cup 2012 (kwalificatie)        | 0                                    |
| 8                                    | 12 oktober 2014                      | Oost-Timor – Brunei                  | 4 – 2                                | ASEAN Cup 2014 (kwalificatie)        | 0                                    |
| 9                                    | 18 oktober 2014                      | Laos – Oost-Timor                    | 2 – 0                                | ASEAN Cup 2014 (kwalificatie)        | 0                                    |
| 10                                   | 11 november 2014                     | Indonesië – Oost-Timor               | 4 – 0                                | Vriendschappelijk                    | 0                                    |
| 11                                   | 12 maart 2015                        | Oost-Timor – Mongolië                | 4 – 1                                | WK 2018 (kwalificatie)               | 2                                    |
| 12                                   | 17 maart 2015                        | Mongolië – Oost-Timor                | 0 – 1                                | WK 2018 (kwalificatie)               | 0                                    |
| 13                                   | 3 september 2015                     | Saoedi-Arabië – Oost-Timor           | 7 – 0                                | WK 2018 (kwalificatie)               | 0                                    |

Bijgewerkt op 8 oktober 2015.